# Cicurina menardia
Cicurina menardia là một loài nhện trong họ Dictynidae.
Loài này thuộc chi Cicurina. Cicurina menardia được Willis J. Gertsch miêu tả năm 1992.